# Huitième amendement de la Constitution des États-Unis
Le 8e amendement de la Constitution des États-Unis d'Amérique est l’article de la Déclaration des Droits qui interdit au gouvernement fédéral de condamner à des amendes ou cautions excessives ou à des peines cruelles et inhabituelles. Il a été ratifié en 1791. Les termes sont tirés de la Déclaration des droits anglaise de 1689.

## Texte
Le texte du huitième amendement est le suivant : 
« Excessive bail shall not be required, nor excessive fines imposed, nor cruel and unusual punishments inflicted »
« Il ne pourra être exigé de caution disproportionnée, ni imposé d'amendes excessives, ni infligé de peines cruelles ou inhabituelles. »

## Applications
La jurisprudence relative flotte, principalement autour de la question : La peine de mort est-elle constitutionnelle ?
Cependant, la notion de traitement cruel ou inhumain est aussi évoquée à d'autres occasions.

### D'amendes excessives
Concernant les amendes excessives, la Cour suprême considère que ces mesures ne s'appliquent pas aux procès civils.

### Autres domaines
Voir par exemple, l'arrêt de la Cour suprême du 23 mai 2011, Brown v. Plata relatif à la surpopulation carcérale en Californie considérée comme un traitement inhumain et dégradant[réf. nécessaire].